# Старі Червища
Старі Червища — село в Україні, у Прилісненській сільській громаді Камінь-Каширського району Волинської області. Населення становить 409 осіб.

## Географія
Село розташоване на лівому березі річки Стохід.

## Населення
Згідно з переписом УРСР 1989 року чисельність наявного населення села становила 379 осіб, з яких 184 чоловіки та 195 жінок.
За переписом населення України 2001 року в селі мешкало 405 осіб. 100 % населення вказало своєю рідною мовою українську мову.

## Люди
- Давидюк Олег Олександрович (1991—2023) — солдат Збройних Сил України, учасник російсько-української війни, помер у лікарні м. Києва в 2023 році від отриманого поранення на Луганщині.